# ساکی ریشوی پشت‌قهوه‌ای
ساکی ریشوی پشت‌قهوه‌ای (نام علمی: Chiropotes israelita) یکی از پنج گونه ساکی ریشو، نوعی میمون جهان جدید است. بومی آمازون در شمال غرب برزیل (شمال ریو نگرو و غرب رودخانه برانکو) و جنوب ونزوئلا است. ممکن است نام علمی درست این گونه C. chiropotes باشد که در این صورت ساکی ریشوی پشت‌سرخ شرقی C. sagulatus نامیده می‌شود.